# 국방기술품질원
국방기술품질원(國防技術品質院, Defense Agency for Technology and Quality, DTaQ)은 대한민국의 국가기관으로 대한민국 국군과 방위산업체에 공급되는 군수품의 품질을 보증하고, 국방분야에서 얻어진 개발정보, 운용정보 등 과학과 기술정보를 수집하고 관리 제공하는 것을 주요업무로 하는 방위사업청 산하 기타공공기관이다. 서울특별시 동대문구 회기로 37에 위치하고 있었으나 공공기관 지방이전에 따른 혁신도시 건설 및 지원에 관한 특별법에 따라 경상남도 진주시 충무공동 동진로 420으로 이전하였다.
국방기술품질원은 1981년 7월 1일 최초 국방품질검사소로 창설된 이래 2006년 2월 2일 방위사업법 제32조에 의거하여 품관소의 기능을 승계하고 국방기술기획/기술정보관리 등의 기능을 추가하여 방위사업청 출연 전문연구기관인 국방기술품질원으로 확대 개편되었다.
국방기술품질원은 우수 군수품 획득을 위한 품질보증 및 품질경영업무와 국방과학기술의 조사ㆍ분석ㆍ평가 및 정보관리를 보다 체계적으로 수행하기 위한 국방기술기획업무를 주임무로 창설되었으며, 이를 통해 우리의 국방체제를 미래 안보환경에 부응할 수 있는 선진 국방체제로 발전시키고, 군이 추구하고 있는 첨단 정보화과학군 건설에 핵심적인 역할을 수행할 것으로 기대되고 있다.

## 주요 업무
- 국방기술기획

1. 국방과학기술에 대한 기획 및 기술수준 조사ㆍ분석
2. 국방연구개발 사업 및 핵심기술에 대한 평가
3. 방위력 개선사업에 대한 과학적 분석 및 평가
4. 국방과학기술 및 무기체계정보의 통합관리
5. 국방전략물자 사전판정 지원
6. 방위력 개선사업 전반에 대한 기술지원

- 국방품질경영

1. 군수품 총수명주기에 걸친 균형적 품질경영 업무
2. 부품 국산화 개발 및 국방벤처센터 운영
3. 국제 품질교류협력으로 방산수출 지원
4. 비무기체계 개발사업 기술지원
5. 군수품 배치ㆍ운영단계 대군기술지원
6. 군수품 품질정책 및 제도 연구 등

### 국방기술기획
미래 국방전력목표 달성을 위해 중장기적인 연구개발이 필요한 기술을 식별하여 획득하기 위한 효율적 전략을 제시하는 활동.
· 국방기술전략수립
미래 무기체계 및 핵심기술에 대한 개발현황과 발전추세 조사·분석
미래 무기체계 개발에 필요한 핵심기술요소 발굴
· 국방기술분석
무기체계 RAM, M&S 및 상호운용성 분석
· 국방기술평가
국방핵심기술개발 과제에 대한 선정평가 및 성과평가
핵심기술요소의 식별 및 기술성숙도 평가
절충교역을 통해 확보할 기술제안 및 기술가치의 객관적 평가 (국방분야 최초 국가공인 기술평가 기관)
· 국방과학기술 정보의 수집 및 유통
국내외 국방과학기술/방산시장/가격관련 정보의 수집 및 분석
국방과학기술정보의 과학적 분석 및 가공을 통한 고객맞춤형 정보제공
국내외 최신 무기체계 및 국방과학기술정보의 통합 제공 (DTiMS 운영)

### 국방품질경영
무기체계 및 전력지원체계의 연구개발, 양산 단계에서 품질보증활동을 실시하며, 실전배치 단계에서는 대군지원을 통해서 무기체계의 전 순기 동안 군수품의 품질을 관리하는 활동
· 군수품 품질보증
군수품 생산현장에서 품질보증활동 수행
국제품질보증협정 체결 및 군수품 교역국간 수출품 품질을 상호 인증
업체의 자체 품질보증능력 향상을 유도하는 '국방품질경영시스템 인증'제도 운영
방산물자 수출 진흥을 위해, 중소기업 제품의 품질을 인증하는 'DQ마크' 인증 제도 운영
· 부품국산화 개발관리
일반부품 및 핵심부품 국산화 개발 및 구매조건부 신제품 개발 사업 지원 및 민관 공동투자 사업 운영
· 대군기술지원
군부대 방문을 통한 기술지원
군수품 품질정보 수집 및 품질문제 해결을 위한 신속대응팀 운영
저장탄약에 대한 발사시험 수행으로 탄약의 신뢰성 검증
· 국방벤처센터 운영
국방에진출하려고 하는 중/소/벤처기업에 대한 기술지원 등

## 연혁
- 1981년: 국방품질검사소 창설
- 1989년 8월 31일: 기관 명칭 변경 (국방품질검사소 → 국방품질관리소)
- 1996년 10월 1일: 기관 명칭 변경 (국방품질관리소 → 국방품질연구소)
- 1996년 11월 14일: 기관 명칭 변경 (국방품질연구소 → 국방품질관리연구소)
- 1998년 10월 1일: 기관 명칭 변경 (국방품질관리연구소 → 국방품질관리소)
- 2006년 2월 2일: '국방기술품질원'으로 개편 (국방과학연구소의 국방과학 기술기획 및 기술정보관리 기능 승계)

## 조직

### 국방기술품질원장
- 감사실
- 인재개발실

#### 기획조정부
- 정책기획실
- 계획예산실
- 경영성과실
- 정보화기획실

#### 대외협력부
- 홍보협력실
- 대군지원실

#### 경영지원부
- 총무실
- 재무실
- 시설자산실
- 비상보안실

#### 기술기획본부
- 기술기획운영실
- 기술기획부
- 획득연구부
- 분석평가부
- 기술정보부

#### 품질경영본부
- 품질경영운영실
- 전력지원체계연구센터
- 탄약센터
- 유도전자센터
- 함정센터
- 기동화력센터
- 항공센터
- 신뢰성시험센터

#### 기술진흥센터
- 국산화사업실
- 표준화사업실
- M&S기술실
- 국방인증실
- SW/IT융합실
- 국방벤처실

## 같이 보기
- 방위사업청
- 국방부